# Hans Niemann
Hans Moke Niemann (San Francisco, California, Estados Unidos; 20 de junio de 2003) es un gran maestro de ajedrez estadounidense. La FIDE le otorgó el título de Gran Maestro el 22 de enero de 2021. A partir de octubre de 2022, es el sexto jugador juvenil mejor calificado del mundo y el 39 en general. El 4 de octubre de 2022, Chess.com publicó un informe en el que se concluía que Niemann probablemente había hecho trampa en más de 100 partidas en línea hasta la fecha y planteaba preocupaciones sobre su desempeño general.

## Biografía
Hans Moke Niemann nació en San Francisco (California) el 20 de junio de 2003 y es de ascendencia danesa y hawaiana. Niemann se mudó a Países Bajos y comenzó a jugar al ajedrez a la edad de ocho años mientras asistía a la escuela para superdotados Leonardoschool en Utrecht, ya que el ajedrez era parte del plan de estudios básicos. Completó su educación primaria en la escuela primaria Del Rey en Orinda después de regresar a California a la edad de diez años.
Después de mudarse a la ciudad de Nueva York en 2019, se graduó de Columbia Grammar & Preparatory School.

## Carrera de ajedrez
Uno de los entrenadores de Niemann fue John Grefe. Niemann recibió entrenamiento de los Grandes Maestros Joshua Friedel, Ben Finegold y Jacob Aagaard mientras asistía a la U.S. Chess School con su compañero y streamer GM Andrew Tang.
Niemann asistió a la Academia Chess Max y uno de sus mentores fue Maxim Dlugy.

### 2014
Niemann se convirtió en el ganador más joven de la Maratón del Martes por la Noche del Mechanics' Institute Chess Club, el club de ajedrez más antiguo de los Estados Unidos, el 16 de diciembre de 2014, obtuvo el título de Maestro USCF.
Niemann compitió en la categoría U12 en el Campeonato Mundial Juvenil de Ajedrez de 2014 en Durban (Sudáfrica), ganando seis de sus once partidas.

### 2015
Niemann, quien entonces tenía 11 años, se convirtió en la última persona en jugar una partida clasificada contra el GM Walter Browne, quien murió poco después de competir en el Abierto Nacional del Festival Internacional de Ajedrez de Las Vegas de 2015. Browne triunfó después de 35 movimientos.

### 2016
Niemann ha sido miembro del equipo de ajedrez All-América de la Federación de Ajedrez de los Estados Unidos desde 2016.
Niemann fue uno de los jugadores más jóvenes que compitieron en el Saint Louis Invitational IM Norm de 2016 después de convertirse en Maestro FIDE a principios de 2016.
Niemann empató en el primer lugar en la categoría U18 en el Campeonato Juvenil de América del Norte de 2016 y obtuvo su primera norma de Maestro Internacional.

### 2017
Niemann ha sido participante de la PRO Chess League desde 2017, representando a Las Vegas Desert Rats (2017), Saint Louis Arch Bishops (2019, equipo ganador) y Norway Gnomes (2020).
Niemann ingresó al torneo SuperNationals VI de 2017 como el principal cabeza de serie, con un Elo de 2412, y terminó primero en su categoría K-8.

### 2018
Niemann ganó la medalla de bronce para el tablero 2 en la Olimpiada World Youth en la categoría Sub-16 en Iconio (Turquía), luego de ganar sus primeros seis juegos consecutivos.
Niemann compitió en el Campeonato de Maestros de EE. UU. de 2018 en agosto, obteniendo su segunda norma de MI y su primera norma de Gran Maestro. En el mismo mes, Niemann compitió en el Cambridge IM Norm Invitational de 2018 y empató en el segundo-tercer lugar, Niemann obtuvo su tercera y última norma de MI, completando todos los requisitos para el título de Maestro Internacional.
Quedó invicto en el Campeonato Nacional K-12 Blitz en diciembre, terminando 12-0. Tres días después, empató en el primer lugar de su grado en los Campeonatos de Grado K-12, así como en la categoría Dúo Pasapiezas, permaneciendo invicto.

### 2019
Niemann ganó los ChessKid Games inaugurales organizados por Chess.com en junio, acumulando 20 victorias consecutivas y clasificándose para el Speed Chess Championship Junior de 2020.
Niemann ganó el torneo Foxwoods Open Blitz de 2019 con una puntuación perfecta de 10-0.
En los Campeonatos Juveniles de EE. UU. de 2019, Niemann, quien era entonces el mejor jugador juvenil de Connecticut, empató en el sexto lugar.
Durante el Campeonato World Youth de 2019, Niemann lideró el Abierto U16 durante las primeras ocho rondas, terminando en la posición 9 de 78.
Niemann ganó los Grade Nationals de 2019 con un récord perfecto de 29-0, incluido 12-0 en el Campeonato Blitz, 10-0 en Dúo Pasapiezas y 7-0 en el 11th Grade Championship.
Niemann compitió en la 103.ª Conmemoración de Edward Lasker en noviembre, empató en el primer lugar y logró su segunda norma de GM.

### 2020
Niemann terminó sexto en el Abierto de Selección Continental estadounidense del Campeonato Mundial Juvenil de la FIDE de 2020.
Logró su tercera y última norma de GM en el Charlotte Chess Center & Scholastic Academy (CCCSA GM Norm Invitational) en octubre, quedando en primer lugar.
Ganó el 75.º Campeonato Anual Estatal y Amateur de Texas en Fort Worth, en noviembre.
Niemann ganó la competencia Blitz en el Festival Internacional de Ajedrez VII Sunway Sitges en diciembre, y superó el Elo de 2500 requerido para convertirse en GM.

### 2021
En enero, terminó tercero en Vergani Cap en Bassano del Grappa (Italia). Ganó los torneos clásicos de Todos contra todos y Blitz en el Festival de Ajedrez de invierno "Paraćin 2021" en Serbia en febrero.
Niemann apareció en la cubierta de abril de la revista Chess Life, con el artículo de cubierta que documenta el recorrido de Niemann a Gran Maestro. En el Podcast Cover Stories with Chess Life, que se publicó junto con el número, habló extensamente sobre su recorrido para poder obtener el título.
Niemann ganó el Abierto Mundial en Filadelfia (Pensilvania) en julio, después de derrotar a John M. Burke en los desempates. En el mismo mes, ganó el Campeonato Juvenil de EE. UU. organizado por el Club de Ajedrez de Saint Louis, lo que lo califica para competir en el Campeonato de Ajedrez de EE. UU. 2022.
En agosto, Niemann terminó segundo detrás del GM Aleksandr Lenderman en el 121° Campeonato Abierto de Ajedrez de EE. UU. En Cherry Hill (Nueva Jersey).
Niemann terminó en el puesto 52 de 108 jugadores en el Gran Torneo Suizo FIDE 2021, que se celebró en Letonia en octubre y noviembre de 2021.

### 2022
Niemann ingresó a la lista de 100 mejores jugadores de ajedrez en marzo de 2022, ocupando el puesto 98. También ocupó el puesto 12 de mejores jugadores estadounidenses.
En la primera ronda de la Copa Crypto FTX, la computadora portátil que estaba usando su oponente Jan-Krzysztof Duda se quedó sin batería. Se comenzó la partida de nuevo desde la posición antes del fallo tecnológico, Niemann perdió la partida. Niemann comentó que Duda se benefició enormemente de poder pensar los movimientos mientras se resolvían los problemas técnicos. Más tarde, en su segunda ronda contra el campeón mundial Magnus Carlsen, Niemann ganó la partida con las piezas negras. Después de derrotar a Carlsen, Niemann comentó: «El ajedrez habla por sí mismo». Niemann acabó perdiendo el torneo.

#### Acusaciones de trampa

##### Copa Sinquefield
|       |    |    |       |       |       |       |       |    |  |
|       | a8 | b8 | c8    | d8    | e8    | f8    | g8    | h8 |  |
| a7    | b7 | c7 | d7    | e7    | f7    | g7    | h7    |    |  |
| a6    | b6 | c6 | d6    | e6    | f6    | g6    | h6    |    |  |
| a5 nd | b5 | c5 | d5 bl | e5 kd | f5    | g5    | h5    |    |  |
| a4    | b4 | c4 | d4    | e4    | f4    | g4 pd | h4 pd |    |  |
| a3    | b3 | c3 | d3    | e3    | f3    | g3    | h3    |    |  |
| a2    | b2 | c2 | d2    | e2    | f2 kl | g2    | h2    |    |  |
| a1    | b1 | c1 | d1    | e1    | f1    | g1    | h1    |    |  |
|       |    |    |       |       |       |       |       |    |  |

El 4 de septiembre, Niemann derrotó a Carlsen con las piezas negras en la tercera ronda de la Copa Sinquefield 2022, utilizando la defensa Nimzo-India. Con esta victoria, el Elo de Niemann superó los 2700 por primera vez. Al día siguiente, Carlsen se retiró de la Copa Sinquefield y anunció su decisión en un tuit críptico que incluía un video del director técnico de fútbol portugués José Mourinho que decía: «Realmente prefiero no hablar, si hablo, estoy en un gran problema y no quiero estar en un gran problema». Si bien Carlsen no hizo afirmaciones directas, su tuit, junto con el aumento de las medidas de seguridad en el torneo el día posterior a la derrota de Magnus, insinuaban que Niemann fue acusado de hacer trampa. Niemann y varios comentaristas refutaron esta acusación.
Tony Rich, director ejecutivo del St. Louis Chess Club, dijo en un comunicado «La decisión de un jugador de retirarse de un torneo es una decisión personal y respetamos la elección de Magnus». Rich comentó más tarde que no se presentó por escrito ninguna denuncia ni acusación de trampa por parte de Carlsen. Emil Sutovsky, director general de la FIDE, señaló que Carlsen nunca antes había abandonado un torneo debido a un mal resultado y, por lo tanto, cree que tiene «una razón convincente» para hacerlo.
El árbitro principal Chris Bird emitió un comunicado en el que afirmó que «no había indicios de que algún jugador estuviera jugando de manera injusta» durante el torneo, pero decidió implementar medidas de seguridad adicionales en respuesta a los rumores. El Gran Maestro Yan Nepómniashchi afirmó en el episodio piloto de su pódcast Lachesis Without Q, que durante el torneo «había solicitado de antemano que se tomaran precauciones adicionales y se hicieran cosas adicionales para que el torneo fuera más seguro y limpio». Anteriormente, Nepómniashchi sospechaba de Niemann después de jugar con él en línea durante la pandemia de COVID-19, pero afirma que es solo su intuición, «Su ascenso fue muy consistente. Tal vez sea porque tengo problemas de confianza después de jugar con alguien suspendido en chess.com, y alguien de quien sospecharías mucho cuando jugaras en línea, pero creo que es el único jugador joven del que no estaba seguro acerca de su progreso reciente. Me pareció raro».
El GM Hikaru Nakamura reveló que Niemann había sido dos veces suspendido de Chess.com previamente por hacer trampa en torneos en línea. En una entrevista el 6 de septiembre, Niemann admitió haber hecho trampa en línea, pero negó haber hecho alguna vez trampa en una partida en persona y acusó a Carlsen, Nakamura y Chess.com de intentar manchar su reputación y arruinar su carrera. Niemann reveló que Chess.com lo había suspendido nuevamente del sitio web y de sus eventos debido a la controversia. El director de ajedrez de Chess.com, Daniel Rensch, confirmó en Twitter que Niemann sería suspendido indefinidamente a la espera de una explicación de su comportamiento anterior en la plataforma.
El Gran Maestro Fabiano Caruana afirmó en una entrevista en el pódcast C-Squared que antes de la Copa Sinquefield «Magnus estaba dispuesto a hacer cosas con Hans en lugar de ponerlo en "la lista negra"» porque antes de la Copa Sinquefield, en Miami, Hans y Carlsen hicieron actividades promocionales para promocionar chess24.com y el torneo, y cree que algo debe haber ocurrido entre los tres días de Miami y la Copa Sinquefield. «Él [Carlsen] ya estaba molesto por la inclusión de Hans en la Copa Sinquefield», agregó, y «Magnus ha tenido estas sospechas [sobre Hans] durante mucho tiempo». En la entrevista, Caruana menciona el análisis anti-trampas de Kenneth Regan, profesor asociado de la Universidad de Búfalo, quien desarrolló el sistema anti-trampas de la FIDE. Regan examinó previamente un período de dos años y no encontró evidencia de trampas de Niemann, «debe tomarse con cautela», dice Caruana, porque cree que el sistema de Regan no es perfecto y «alguien tiene que hacer trampa descaradamente para ser detectado por su método».

##### Copa Julius Baer Generation
|       |       |       |       |       |       |       |       |       |  |
|       | a8 rd | b8 nd | c8 bd | d8 qd | e8 kd | f8 bd | g8    | h8 rd |  |
| a7 pd | b7 pd | c7 pd | d7 pd | e7 pd | f7 pd | g7 pd | h7 pd |       |  |
| a6    | b6    | c6    | d6    | e6    | f6 nd | g6    | h6    |       |  |
| a5    | b5    | c5    | d5    | e5    | f5    | g5    | h5    |       |  |
| a4    | b4    | c4 pl | d4 pl | e4    | f4    | g4    | h4    |       |  |
| a3    | b3    | c3    | d3    | e3    | f3    | g3    | h3    |       |  |
| a2 pl | b2 pl | c2    | d2    | e2 pl | f2 pl | g2 pl | h2 pl |       |  |
| a1 rl | b1 nl | c1 bl | d1 ql | e1 kl | f1 bl | g1 nl | h1 rl |       |  |
|       |       |       |       |       |       |       |       |       |  |

El 19 de septiembre, durante la Copa Julius Baer Generation, Niemann se enfrentó nuevamente a Carlsen en una partida en línea muy esperada por los medios. Carlsen abandonó la partida en su segundo movimiento, lo que provocó más controversia.
El 21 de septiembre, Carlsen concedió una entrevista después de la fase preliminar del torneo, cuando se le preguntó sobre su retiro de la Copa Sinquefield 2022 y el abandono después de dos movimientos contra Niemann, Carlsen dijo «Desafortunadamente, no puedo hablar particularmente sobre eso, pero las personas pueden sacar sus propias conclusiones y ciertamente lo han hecho. Debo decir que estoy muy impresionado con la habilidad de Niemann y creo que su mentor Maxim Dlugy debe haber estado haciendo un gran trabajo». Esto llamó la atención de los medios debido que Dlugy fue anteriormente acusado de hacer trampa durante torneos en línea. La revista Vice obtuvo y publicó comunicaciones internas entre Dlugy y Chess.com el 28 de septiembre. Los correos electrónicos filtrados revelaron que Dlugy había sido suspendido de Chess.com en 2017 y 2020 por hacer trampa en sus torneos en línea. Dlugy admitió haber utilizado «fuentes externas» y movimientos de sus alumnos de su academia de ajedrez en múltiples ocasiones.

Cuando se le preguntó a Carlsen si sospechaba que Niemann hizo trampa, respondió «No puedo hablar sobre eso» y que «podría hablar un poco más después del torneo». El 26 de septiembre, después de ganar el torneo, Carlsen hizo la siguiente declaración en un tuit:
Querido Mundo del Ajedrez,
En la Copa Sinquefield de 2022, tomé la decisión profesional sin precedentes de retirarme del torneo después de mi partida en la tercera ronda contra Hans Niemann. Una semana después, durante el Champions Chess Tour, renuncié contra Hans Niemann después de jugar solo un movimiento.
Sé que mis acciones han frustrado a muchos en la comunidad de ajedrez. Estoy frustrado. Quiero jugar al ajedrez. Quiero seguir jugando al ajedrez al más alto nivel en los mejores eventos.
Creo que hacer trampa en el ajedrez es un gran problema y una amenaza existencial para el juego. También creo que los organizadores de ajedrez y todos aquellos que se preocupan por la santidad del juego que amamos deberían considerar seriamente aumentar las medidas de seguridad y los métodos de detección de trampas para el ajedrez en persona. Cuando Niemann fue invitado en el último minuto a la Copa Sinquefield 2022, consideré seriamente retirarme antes del evento. Finalmente elegí jugar.
Creo que Niemann ha hecho más trampas, y más recientemente, de lo que ha admitido públicamente. Su progreso en [ajedrez en] persona ha sido inusual, y a lo largo de nuestra partida en la Copa Sinquefield tuve la impresión de que no estaba tenso o incluso concentrado en el juego en posiciones críticas, mientras me superaba como negro de una manera que creo que solo un pocos jugadores pueden hacer. Esta partida contribuyó a cambiar mi perspectiva.
Debemos hacer algo con respecto a las trampas y, por mi parte, en el futuro, no quiero jugar contra personas que hayan hecho trampas repetidamente en el pasado, porque no sé lo que serán capaces de hacer en el futuro.
Hay más que me gustaría decir. Desafortunadamente, en este momento estoy limitado en lo que puedo decir sin el permiso explícito de Niemann para hablar abiertamente. Hasta ahora solo he podido hablar con mis acciones, y esas acciones han dejado claro que no estoy dispuesto a jugar al ajedrez con Niemann. Espero que salga a la luz la verdad sobre este asunto, sea cual sea.
Atentamente,

Magnus Carlsen - Campeón Mundial de Ajedrez

##### Reacciones
Ha sido descrito como el escándalo de trampas más grave en el ajedrez desde el incidente de reclamación por fraude del Campeonato Mundial de Ajedrez de 2006.
Tras la declaración de Carlsen el 21 de septiembre, muchos miembros de la comunidad de ajedrez expresaron sus opiniones. Algunos de los que expresaron su apoyo a Carlsen incluyeron a Hikaru Nakamura, Yan Nepómniashchi, Romain Édouard, Ramachandran Ramesh, Srinath Narayanan y Andrew Tang, quienes lo elogiaron por adoptar una postura de principios y forzar una discusión pública sobre las trampas en el ajedrez. Otros criticaron el manejo de la situación por parte de Carlsen. Maurice Ashley, Daniel King y Ben Finegold cuestionaron su necesidad del permiso de Niemann si tenía evidencia y lo reprendieron por hacer insinuaciones sin proporcionar evidencia. Emil Sutovsky enfatizó la importancia de adherirse a los procedimientos contra las trampas. Serguéi Kariakin criticó las actuales medidas contra las trampas, pero sostuvo que hasta el momento no se habían establecido pruebas contra Niemann.
Muchas figuras públicas, incluidos el magnate Elon Musk, y el youtuber MrBeast han comentado sobre la controversia.
Tras la retirada de Carlsen de la Copa Sinquefield 2022, un meme de Internet, que comenzó como una broma en el chat de Twitch del gran maestro Eric Hansen, sugirió sin evidencia que Niemann estaba haciendo trampa al recibir movimientos sugeridos por computadora a través de vibraciones de código Morse usando bolas anales. El meme se extendió rápidamente por Internet, e incluso apareció en programas de medianoche como The Late Show with Stephen Colbert y The Daily Show with Trevor Noah.

#### Investigaciones de FIDE y Chess.com
Debido a la controversia en torno a las acusaciones de trampa contra Niemann y su autodeclaracion durante la Copa Sinquefield, el sitio web Chess.com y la Federación Internacional de Ajedrez, decidieron investigar las acusaciones.

##### Chess.com
El 28 de septiembre, el director ejecutivo y cofundador de Chess.com, Erik Allebest, declaró en Reddit que su investigación sobre las acusaciones de trampas contra Niemann está en curso y pidió paciencia mientras construyen «una cronología completa» con todos los «hechos y razones» relevantes para sus decisiones.
Daniel Rensch, director de ajedrez de Chess.com, anunció el 1 de octubre que Chess.com publicaría sus hallazgos la semana siguiente.
Chess.com publicó un documento de 72 páginas el 4 de octubre de 2022, analizando las partidas de Niemann y determinando que probablemente había hecho trampa en línea más de 100 veces, algunas tan recientemente como en 2020, a la edad de 17 años, lo que contradijo la afirmación de Niemann durante su entrevista de la Copa Sinquefield de que solo hizo trampa una vez, cuando tenía 12 años durante un torneo en línea, y luego nuevamente cuando tenía 16 años en juegos en línea sin clasificación. Habría hecho trampa en eventos con premios y cuando estaba transmitiendo en vivo, y contra varios jugadores de alto nivel, incluidos Daniel Naroditsky, Krikor Mekhitarian, David Paravyan, Yan Nepómniashchi y Benjamin Bok. Niemann le había confesado en privado a Rensch sobre las acusaciones y se le suspendió la entrada al sitio web y torneos organizados por Chess.com. Rensch declaró en el informe que Chess.com tenía pruebas sólidas de que Niemann cambiaba a otra pantalla durante los movimientos. El informe no llegó a ninguna conclusión sobre el desempeño en ajedrez en persona de Niemann, pero sí calificó varios de sus eventos como que requerían «más investigación basada en los datos».

##### FIDE
El presidente de la FIDE, Arkady Dvorkovich, emitió una declaración en nombre de la FIDE el 23 de septiembre. Dvorkovich reprendió a Carlsen por sus acciones y mencionó la «responsabilidad moral asociada a su estatus», afirmando que existieron «mejores formas de manejar esta situación», pero al mismo tiempo «compartiendo sus profundas preocupaciones sobre el daño que las trampas traen al ajedrez». Dvorkovich declaró que la comisión de Juego Limpio de la FIDE investigaría el incidente «cuando se proporcionen las pruebas iniciales adecuadas».
La FIDE anunció en un comunicado el 29 de septiembre que habían iniciado oficialmente una investigación sobre la controversia. La Comisión de Juego Limpio de la FIDE formará un panel con tres de sus doce miembros, con la opción de consultar un análisis por un experto externo. Según la FIDE, la investigación analizaría dos cosas: «las afirmaciones del Campeón del Mundo de presunta trampa por parte de Niemann y la autodeclaración de Niemann sobre las trampas en línea». Según Klaus Deventer, un miembro de la comisión, el Comité de Ética y Disciplina de la FIDE podría imponer sanciones a cualquiera de los jugadores, incluidas las prohibiciones de juego.

## Controversias
Durante una transmisión en vivo en mayo de 2021, Niemann provocó controversia al negarse a pagar $10 para ingresar a un torneo benéfico, se le ofreció un descuento del 50%, pero lo rechazó, alegando que, como Gran Maestro, debería poder jugar gratis debido a que los Grandes Maestros no están obligados a pagar una tarifa de entrada porque generalmente ganan dinero y se les descuenta la tarifa de entrada de sus ganancias.